# Joan Fa
Joan Fa, né le 13 décembre 1943, à Barcelone, en Espagne, est un ancien joueur espagnol de basket-ball.

## Palmarès
- Champion d'Espagne 1967